# Campagna
Campagna és un municipi italià, situat a la regió de Campània i a la província de Salern. El 2025 tenia una població estimada de 17.060 habitants.

## Referències

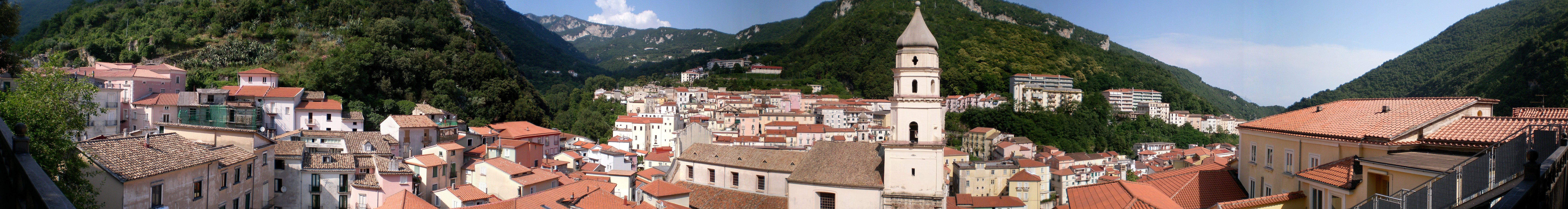
Panoràmica de Campagna